# Stade Juan Carmelo Zerillo
 (septembre 2024).
Le stade Juan Carmelo Zerillo, aussi connu sous le nom de Estadio del Bosque (ou en français : « stade du bois »), est le stade du Club de Gimnasia y Esgrima La Plata.
Le stade possède une capacité de 21 000 spectateurs. Il est situé à l'intersection de l'avenue 60 et de la rue 118 dans la ville de La Plata. Le stade se trouve dans un espace vert, proche du quartier « El Mondongo ».